# Absentiv
Der Begriff des Absentiv wurde im Jahre 2000 als grammatischer Ausdruck von dem niederländischen Linguisten Casper de Groot geprägt. Der Absentiv stellt eine Verbalform dar, die man in den Bereich Aspekt des Verbs einordnen könnte, und wird verwendet, um auszudrücken, dass eine Person an einem bestimmten Ort nicht anwesend ist bzw. für eine Interaktion nicht zur Verfügung steht, und die im Infinitiv kodierte Handlung den Grund für die Abwesenheit darstellt. Mit einer Aussage wie „Thomas ist einkaufen“ wird demnach ausgedrückt, dass Thomas gerade nicht am Ort des Sprechers ist, weil er einkauft (oder auf dem Weg zum/vom Einkaufen ist).
Der Absentiv ist z. B. in den europäischen Sprachen Deutsch, Friesisch, Niederländisch, Ungarisch, Italienisch, Norwegisch, Schwedisch, Finnisch und Katalanisch mehr oder weniger ausgebildet zu finden. Für die deutsche Sprache wird sein Status als eigenständige grammatische Kategorie jedoch von einigen Fachleuten in Frage gestellt.

## Eigenschaften
Der Absentiv drückt durch eine grammatikalisierte Konstruktion Abwesenheit aus. Um eine Konstruktion als Absentiv einstufen zu können, muss sie Folgendes ausdrücken können:
- dass sich eine Person von einem bestimmten Ort (dem „Topikort“) entfernt hat (z. B. ihr Büro, die Wohnung)
- dass sie auswärts einer andauernden, zeitlich begrenzten Beschäftigung nachgeht (z. B. einkaufen, schwimmen, joggen)
- dass sie auf absehbare Zeit wiederkommen wird, wenn sie ihre Beschäftigung abgeschlossen hat, d. h. einen Ort nicht für immer verlassen hat
- die Konstruktion muss die Abwesenheit ausdrücken können, ohne zusätzliche lexikalische Ausdrücke zu benötigen, wie z. B. „weg“, „außer Haus“, „weggegangen“

Eine typische Situation ist, dass jemand nach einer anderen Person fragt, die sich aber derzeit auswärts befindet, weil sie etwa in die Stadt zum Einkaufen gegangen ist. Die Frage nach ihrem Verbleib kann mit dem Absentiv beantwortet werden. Je nach Sprache kann man den Absentiv aber auch auf sich selbst anwenden.

## Deutsche Sprache
Für die deutsche Sprache werden Konstruktionen als Absentiv angenommen, die nach folgenden Regeln gebildet werden:
- das finite Verb „sein“ dient als Hilfsverb
- das Handlungsverb steht im Infinitiv (kein Partizip)
- Bezüge auf räumliche Abwesenheit, etwa „(weg)gegangen“ oder Lokaladverbiale, sind nicht notwendig

Beispiele:
- Karin ist einkaufen.
- Karin ist joggen.

Nicht: Karin ist joggen gegangen. (grammatisch, aber Perfekt von „Karin geht joggen“; das Perfekt des Absentivs wäre „Karin ist joggen gewesen.“)
In der deutschen Sprache kann der Absentiv auch in der 1. Person verwendet werden:
- Ich habe deine Nachricht erst später gesehen; ich war einkaufen. (= Ich hatte mich von dem Orte entfernt, an dem ich die Nachricht hätte sehen können.)

Wenn man ihn in der 1. Person Präsens verwendet, drückt er oft eine Handlung in der Zukunft aus: 
- Ich bin dann mal wieder arbeiten!

Der Absentiv wird ungrammatisch, sobald man ihn nicht im vorgesehenen Sinne verwendet:
- *Präsident Obama ist als US-Präsident die USA regieren (Obama hat den Topikort nicht verlassen und wird auch nicht dorthin zurückkehren; er ist von vorneherein abwesend und bleibt es auch.)
- *Petra ist auswandern. (Petra hat den Topikort verlassen, wird aber nicht wiederkommen.)
- *Hier stehen überall noch Umzugskartons herum, meine Freundin ist auspacken. (die Freundin ist anwesend)
- Mein Bruder ist nicht da; er ist in die Stadt gegangen. (zwar grammatisch, aber kein Absentiv, da die Abwesenheit lexikalisch ausgedrückt wird)

Der Absentiv kann nicht mit den syntaktisch durch „am“, „beim“ oder „im“ gebildeten Verlaufsformen kombiniert werden:
- Peter ist einkaufen. (Absentiv)
- Peter ist am/beim Einkaufen. (Verlaufsform)